# Villa Arconati
Villa Arconati (detta anche Palazzo Arconati), conosciuta popolarmente come il Castellazzo, è una delle ville storiche del Parco delle Groane, situata a Bollate, nella frazione Castellazzo di Bollate che da essa prende appunto il nome. Si tratta di un esempio di barocchetto lombardo settecentesco ed è stata dichiarata monumento nazionale. Per la sua ampiezza e lo stile grandioso, nelle guide settecentesche era definita la petite Versailles italienne ("piccola Versailles italiana").
La villa nacque per volontà di Galeazzo Arconati come residenza di campagna e luogo dove accogliere la sua preziosa collezione di opere d'arte e sculture antiche. Il palazzo è costituito da elementi armonizzati architettonicamente insieme, si articola su una superficie di 10 000 m² (divisi in 70 ambienti) e, secondo una leggenda locale, ha un totale di 365 finestre. Il parco del palazzo si estende su 12 ettari di terreno.

## Localizzazione

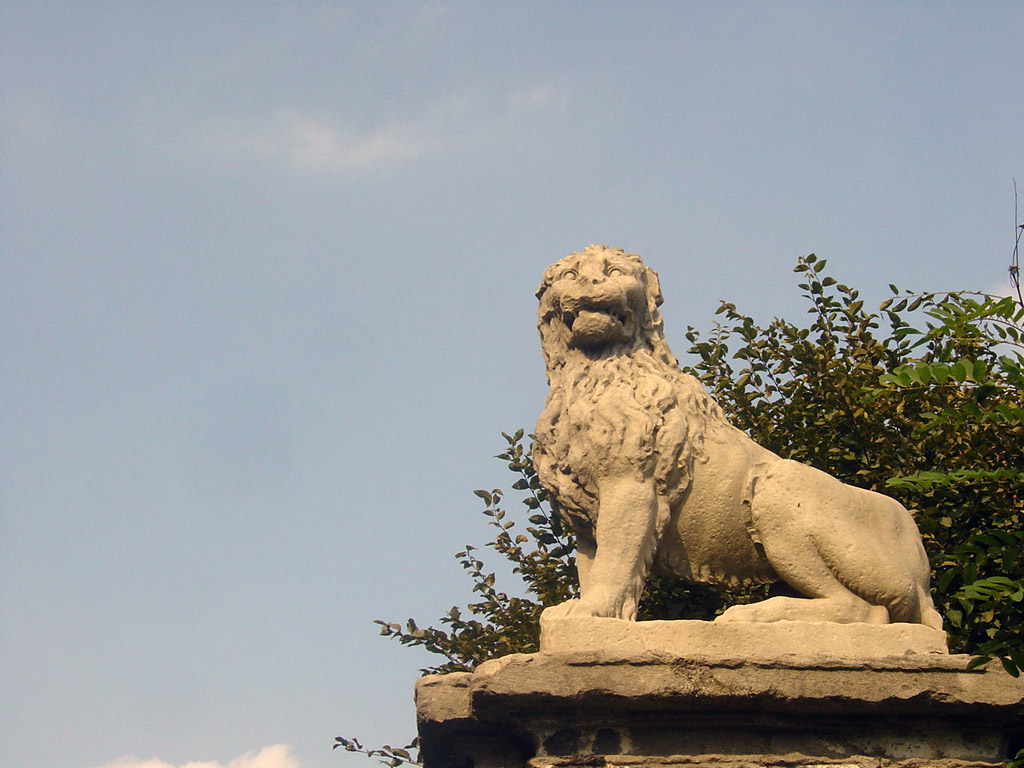
Uno dei leoni che fiancheggia l'omonimo viale che conduce all'ingresso principale della villa

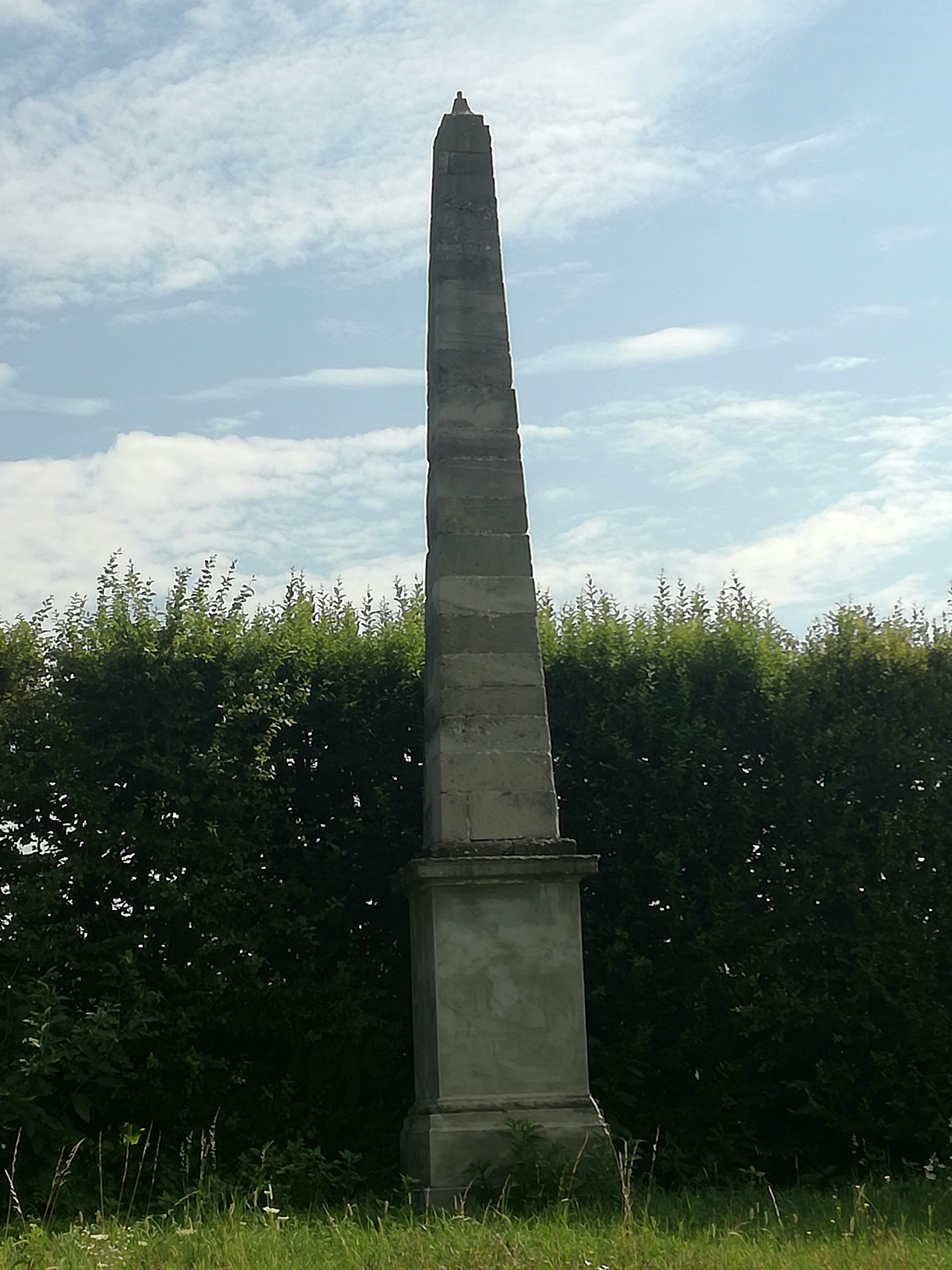
Uno dei due obelischi situati all'ingresso di Via dei Leoni

Il complesso di villa Arconati si trova all'interno dell'area protetta del Parco delle Groane, su uno dei vertici del giardino quadrangolare di 12 ettari di ampiezza che completa la struttura, a fianco delle corti e della chiesetta del borgo agricolo di Castellazzo di Bollate, a 23,7 km da Milano.
Il complesso è circondato da boschi, brughiere e terreni coltivati per circa 200 ettari. Presso la Strada statale 233 Varesina, tra Bollate e Garbagnate, fra quattro statue feline su piedistalli e due obelischi, si diparte la Via dei Leoni, che tra due file di carpini bianchi conduce al cancello principale d'ingresso della villa.

## Storia

### Le origini del complesso
Lavori di Galeazzo Arconati (1619-1648)
     Lavori di Luigi Maria Visconti Arconati (sino al 1670)
     Lavori di Giuseppe Maria Visconti Arconati (1690)
     Lavori di Giuseppe Antonio Arconati Visconti (1742)

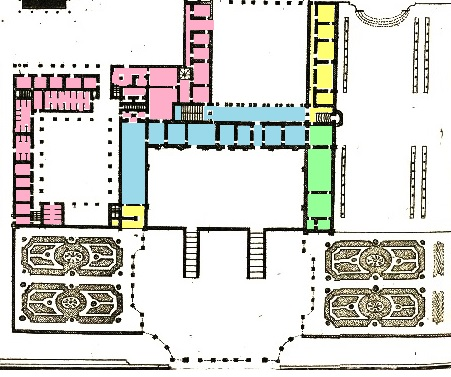
Fasi di costruzione di villa Arconati:
Lavori di Galeazzo Arconati (1619-1648)
Lavori di Luigi Maria Visconti Arconati (sino al 1670)
Lavori di Giuseppe Maria Visconti Arconati (1690)
Lavori di Giuseppe Antonio Arconati Visconti (1742).

Le origini del complesso di Villa Arconati risalgono, con tutta probabilità, al medioevo. Infatti, sul sito del futuro Castellazzo esisteva, almeno dal Trecento, una "villa franca": si trattava di una cascina fortificata che godeva di particolari privilegi ed esenzioni fiscali di antica istituzione.
Le prime notizie sulla presenza di una villa gentilizia risalgono invece alla seconda metà del Cinquecento quando, dopo una visita pastorale di San Carlo Borromeo che rilevò l'eccessivo abbandono ed inadeguatezza della piccola chiesa locale dedicata a San Guglielmo, il marchese Guido Cusani, tra i maggiori proprietari della zona, si impegnò a costruirne una nuova a partire dal 1573, interpellando per l'occasione il noto architetto milanese Martino Bassi. All'interno della chiesa si trova ancora oggi una lapide con l'iscrizione che ricorda come essa fu compiuta nel 1588, post aedificatam villam, sintomo che già all'epoca doveva esservi una proprietà in loco appartenente ai marchesi Cusani.
Il denaro necessario all'edificazione di questa prima villa, il Cusani lo ottenne a suo tempo grazie al fatto di essere stato nominato dal celebre banchiere genovese Tommaso Marino al ruolo di amministratore della sua eredità e di tutelarla per l'unica figlia Virginia, la quale dapprima sposò Ercole Pio di Savoia e successivamente Martino de Leyva (divenendo madre tra gli altri della celebre monaca di Monza). L'eredità dei Marino passò di diritto ai Pio di Savoia, i quali ad ogni modo intentarono una causa contro i Cusani per il modo con cui avevano gestito l'eredità loro spettante e soprattutto accusandoli di essersi impossessati impropriamente di parte di essa, proprio per la costruzione della villa di campagna che possedevano a Bollate. Nel frattempo nel 1601 morì Guido Cusani e la causa venne proseguita dal suo nipote legittimato ed erede, Federico. Il contenzioso giuridico terminò nel 1609 quando infine l'eredità passò definitivamente ai Pio di Savoia i quali, vedendosi riconosciuto un danno al patrimonio, ottennero a loro vantaggio la confisca dei beni che i Cusani possedevano a Bollate, compresa la villa di campagna che passò al cardinale Carlo Emmanuele Pio di Savoia ed ai suoi fratelli Ascanio e Giberto.

### Il grandioso progetto di Galeazzo Arconati

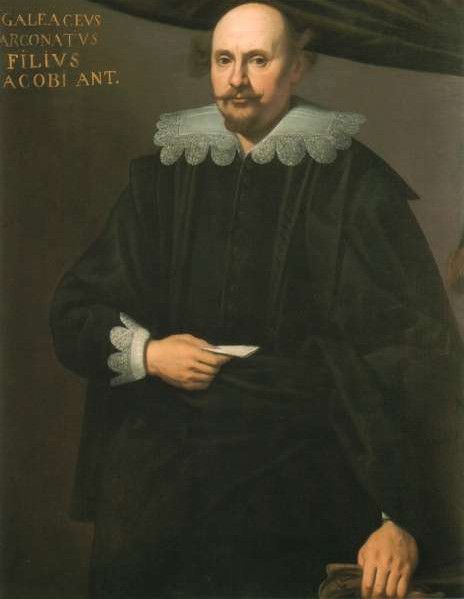
Il nobile Galeazzo Arconati in un ritratto d'epoca

Nel 1610 i fratelli Pio di Savoia vendettero la proprietà (che nel frattempo, oltre alla "casa da nobile" del Cusani comprendeva anche un torchio, una cascina rustica e una serie di terreni circostanti, costruzioni ed acquisizioni operate dal marchese Guido) per la somma di 238.000 ducati al nobile Galeazzo Arconati, feudatario della Pieve di Dairago e cugino del cardinale ed arcivescovo milanese Federico Borromeo nonché celebre collezionista, il quale vantava tra le proprie raccolte il Codice Atlantico di Leonardo da Vinci e una statua romana completa raffigurante il cosiddetto "Pompeo Arconati", oggi identificata con un ritratto di Tiberio. 

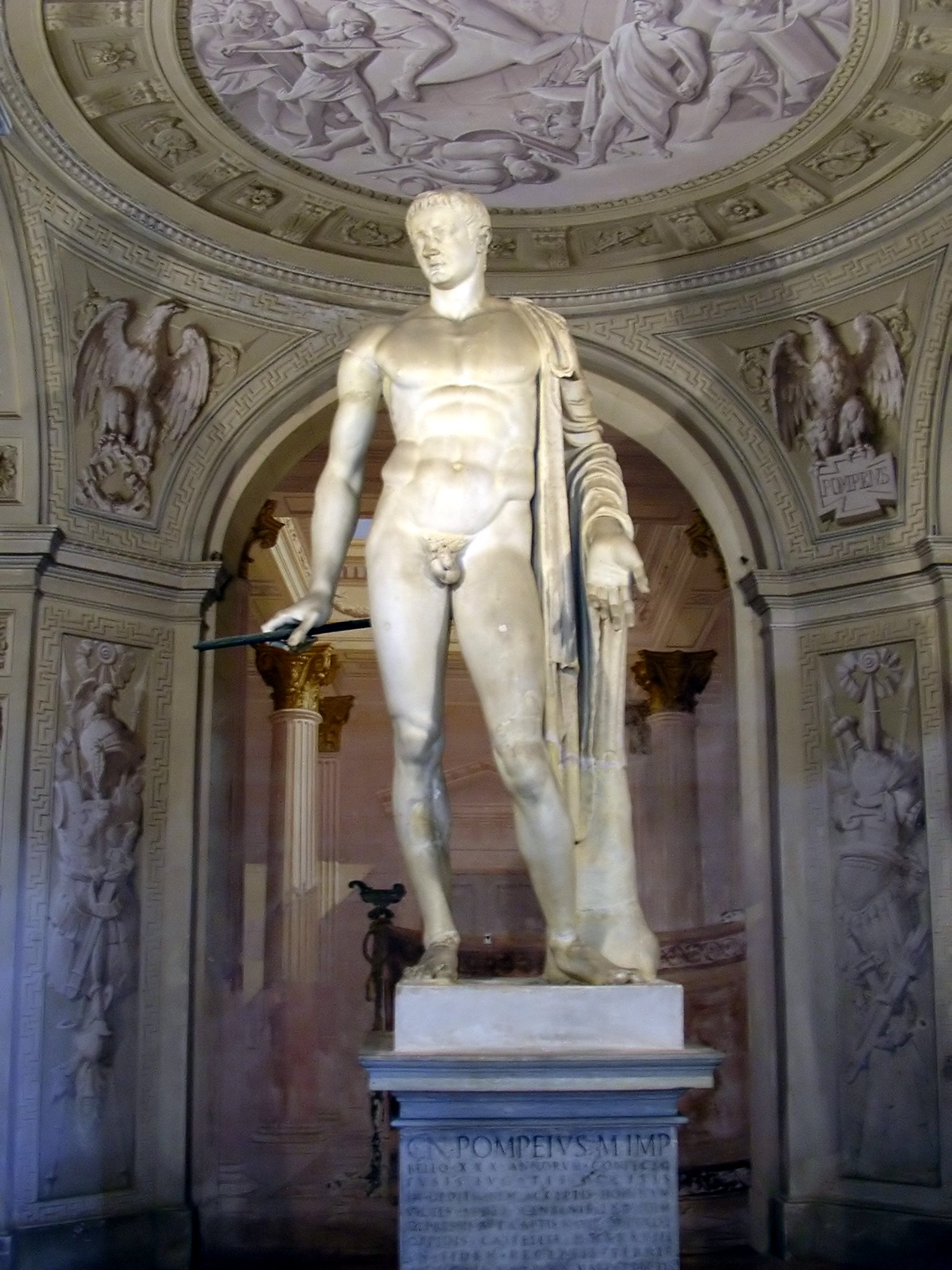
La statua romana del cosiddetto "Pompeo Arconati" a Villa Arconati. Acquistata a Roma da Galeazzo Arconati, fu portata al Castellazzo nel 1627. In passato era stata tradizionalmente interpretata come la statua di Pompeo Magno ai cui piedi morì, trafitto dalle pugnalate dei congiurati, Gaio Giulio Cesare nel 44 a.C.

Dilettante in architettura, fu proprio Galeazzo Arconati ad intervenire per restaurare il "casino da nobile" di Guido Cusani il quale era composto da un unico blocco rettangolare su due piani con uno scalone, progettando personalmente un primo ampliamento della struttura con la costruzione di un portico a colonne e del piano nobile, sfruttando in parte le murature già esistenti, oltre a materiale di recupero.
Fu in realtà solo a seguito di un rientro da Roma nel 1621 che l'Arconati ebbe la geniale intuizione di realizzare in questo luogo un nuovo grandioso palazzo per esaltare la ricchezza e la potenza della sua famiglia, nonché un luogo dove accogliere le numerosissime opere d'arte di cui era proprietario e porle in mostra dei suoi ospiti. Il suo nuovo palazzo si sarebbe ispirato alle forme delle grandi ville romane e fiorentine e pertanto egli si impegnò nuovamente nella pianificazione della casa e del giardino di modo da concepirle come un tutt'uno, introducendovi viali alberati, sculture e giochi d'acqua ispirati agli studi di Leonardo da Vinci in materia. Al suo ritorno da Roma, come ebbe modo di constatare in fondi d'archivio l'architetto Luca Beltrami, Galeazzo Arconati assunse "maestro Domenico Novelli et Michele suo figliolo [artigiani romani], vasari, per condurli a Milano a lavorare vasi, et qualunque altro lavoro di terra a gusto di detto signore, per il prezzo di scudi sedici il mese di moneta di Roma". Questa notizia, oltre a corroborare l'idea che l'Arconati sia stato in primis architetto per la propria residenza e progettista anche degli annessi giardini, mostra come il cantiere del palazzo sfruttasse anche manovalanza specifica, per la quale tra l'altro venne realizzata dallo stesso Galeazzo la grande fornace posta a nord del complesso edilizio, con annessa vasca d'acqua.
È in quest'epoca che lo scrittore Carlo Torre nel suo Ritratto di Milano definisce per la prima volta la villa Il Castelazzo, nome con cui nei secoli la villa sarà maggiormente nota. Nel 1630, alla villa ancora in fermento di costruzione, Galeazzo ospitò il celebre architetto Francesco Maria Richini che sfuggiva da Milano a causa della peste. Nel 1634 Galeazzo vide coronato il sogno del proprio progetto con una visita che gli fece re Filippo IV di Spagna, duca di Milano, col quale si portò nei boschi circostanti di sua proprietà per una battuta di caccia al lupo.
Il progetto di Galeazzo Arconati, ad ogni modo, rimase incompiuto alla sua morte avvenuta nel 1648 e venne ripreso sotto la direzione del conte Luigi Maria Arconati, suo nipote e genero, il quale si occupò di armonizzare le strutture presenti nel complesso con la villa fatta realizzare da Galeazzo: egli si concentrò nella riqualificazione delle corti rustiche con l’ammodernamento del cosiddetto "Castellazzino", la parte più antica del casamento, dove trovarono posto diciassette famiglie di pigionanti. Fece inoltre costruire le grandi scuderie del complesso (in grado di ospitare sessantaquattro cavalli), in sostituzione di quelle erette da Galeazzo nel 1615, dedicandosi anche all'acquisto di nuovi terreni e proprietà per aumentare la produttività della tenuta del Castellazzo e quindi la rendita.

### La villa dal Settecento al Novecento
Il disegno attuale della villa si deve però al conte Giuseppe Antonio Arconati, nipote di Luigi Maria ed ambasciatore presso il ducato di Parma, il quale iniziò nuovi lavori di ammodernamento della struttura nel 1742, ispirandosi chiaramente ai modelli d'oltralpe visti durante i suoi frequenti viaggi a Parigi e soprattutto a Versailles. Furono aggiunte alla villa l'ala sud-ovest e modellate la facciata ovest e la nuova facciata sud in stile tardo-barocco lombardo. Di questa nuova fase si occupò probabilmente anche l'architetto Giovanni Ruggeri dal 1722 al 1729 e poi direttamente il conte Arconati, confermando l'abitudine di famiglia di proprietari ed architetti del complesso. Venne inoltre spostata la statua del Pompeo dai giardini all'interno della gipsoteca della villa per meglio proteggerla contro gli agenti atmosferici.
Anche i giardini furono rimodellati dal precedente stile italiano allo stile francese, costruendo un parterre davanti alla nuova facciata sud ed inserendovi anche una ménagerie con animali esotici come raccontato da Carlo Goldoni, il celebre commediografo veneziano che fu protetto e ospite degli Arconati proprio alla villa del Castellazzo. Tra gli altri ospiti illustri che ebbero modo di visitare il complesso o soggiornarvi si ricordano anche lo scultore Antonio Canova con l'artista Giuseppe Bossi (1802), gli scrittori Stendhal ed Alessandro Manzoni.
A lavori ultimati, la villa presentava come oggi 70 sale solo nella parte “da nobile”, per un totale di 10.000 m² di abitazione calpestabile, inseriti in un complesso di parco di 12 ettari di terreno, senza contare i 1000 ettari di terreno agricolo circostante, le stalle e le dipendenze della villa.
Nel 1772, con la morte del conte Galeazzo e l'estinzione del suo ramo della famiglia Arconati, la villa passò ai figli di sua zia Bianca che aveva sposato il marchese Busca. Questi da subito tentarono di vendere l'ingombrante eredità del Castellazzo, complessa da mantenere e necessaria di alcuni restauri, dapprima all'arciduca Ferdinando d'Asburgo-Este e poi al conte Antonio Greppi, previa valutazione del noto architetto Giuseppe Piermarini, ma senza successo. Entro il 1840, per volontà del marchese Antonio Marco Busca, vennero compiuti numerosi e importanti interventi di ristrutturazione del palazzo, oltre alla decorazione in trompe l'oeil dello scalone d'onore, attribuito secondo alcuni a Giocondo Albertolli, con sculture realizzate da Pietro Paolo Pirovano.
Morto senza eredi diretti, il marchese Antonio Marco nominò sue eredi le nipoti Antonietta e Luisa, le maggiori tra le sei orfane di Lodovico Paolo Busca, figlio di suo fratello Carlo Ignazio. Nel 1870, anno della morte del Marchese Antonio Busca, alla nipote Luisa venne trasmesso il tenimento del Castellazzo. Questa, sposatasi col nobile Pietro Sormani Andreani Verri, fu padrona di casa al Castellazzo per ben 58 anni. Alla sua morte nel 1928 la proprietà passò in eredità alla sua secondogenita Giustina, la quale aveva sposato Vitaliano Crivelli, IX marchese di Agliate. La minore delle figlie sopravvissute della coppia, Beatrice, fu l'ultima erede del complesso, abitando la villa sino ai primi anni ‘90 del Novecento, quando il palazzo venne venduto ad una società immobiliare.
|                                                        |                                                                        | |                                                                                          |                                                                                                |                                                                                                |                                                                   |
|                                                        |                                                                        | SUCCESSIONI DI PROPRIETA' TRA XVIII E XX SECOLO ARCONATI VISCONTI 1 Luigi Maria, II conte di Lomazzo *1667 †1705 Bianca Lucia Porro |                                                                                          |                                                                                                |                                                                                                |                                                                   |
|                                                        |                                                                        | |                                                                                          |                                                                                                |                                                                                                |                                                                   |
|                                                        |                                                                        | |                                                                                          |                                                                                                |                                                                                                |                                                                   |
|                                                        | 2 Giuseppe Antonio, IV conte di Lomazzo *1698 †1763 Francesca Mandelli | 2 Giuseppe Antonio, IV conte di Lomazzo *1698 †1763 Francesca Mandelli                                                              |                                                                                          | Bianca †1775 Ludovico Busca, III marchese di Lomagna                                           | Bianca †1775 Ludovico Busca, III marchese di Lomagna                                           |                                                                   |
|                                                        |                                                                        | |                                                                                          |                                                                                                |                                                                                                |                                                                   |
|                                                        |                                                                        | |                                                                                          |                                                                                                |                                                                                                |                                                                   |
| 3 Galeazzo, V conte di Lomazzo *1721 †1772 Senza eredi | 3 Galeazzo, V conte di Lomazzo *1721 †1772 Senza eredi                 | Antonio †1756 | Antonio †1756                                                                            | BUSCA ARCONATI VISCONTI 4 Carlo Galeazzo, IV marchese di Lomagna *1722 †1780 Teresa Anguissola | BUSCA ARCONATI VISCONTI 4 Carlo Galeazzo, IV marchese di Lomagna *1722 †1780 Teresa Anguissola |                                                                   |
|                                                        |                                                                        | |                                                                                          |                                                                                                |                                                                                                |                                                                   |
|                                                        |                                                                        | |                                                                                          |                                                                                                |                                                                                                |                                                                   |
|                                                        |                                                                        | |                                                                                          | 5 Ludovico, V marchese di Lomagna *1758 †1841 Maria Luigia Serbelloni                          |                                                                                                |                                                                   |
|                                                        |                                                                        | |                                                                                          |                                                                                                |                                                                                                |                                                                   |
|                                                        |                                                                        | |                                                                                          |                                                                                                |                                                                                                |                                                                   |
|                                                        |                                                                        | | 6 Carlo Ignazio, VI marchese di Lomagna *1791 †1850 1.Maria Bridgetower 2.Susanna Fauras | 6 Carlo Ignazio, VI marchese di Lomagna *1791 †1850 1.Maria Bridgetower 2.Susanna Fauras       | 7 Antonio Marco, VIII marchese di Lomagna *1795 †1870 Senza eredi                              | 7 Antonio Marco, VIII marchese di Lomagna *1795 †1870 Senza eredi |
|                                                        |                                                                        | |                                                                                          |                                                                                                |                                                                                                |                                                                   |
|                                                        |                                                                        | |                                                                                          |                                                                                                |                                                                                                |                                                                   |
|                                                        |                                                                        | | Lodovico Paolo, VII marchese di Lomagna *1825 †1863 Clementina Lazarich                  |                                                                                                |                                                                                                |                                                                   |
|                                                        |                                                                        | |                                                                                          |                                                                                                |                                                                                                |                                                                   |
|                                                        |                                                                        | |                                                                                          |                                                                                                |                                                                                                |                                                                   |
|                                                        |                                                                        | | 8 Luigia *1855 †1928 Pietro Sormani Andreani Verri, conte di Missaglia                   |                                                                                                |                                                                                                |                                                                   |
|                                                        |                                                                        | |                                                                                          |                                                                                                |                                                                                                |                                                                   |
|                                                        |                                                                        | |                                                                                          |                                                                                                |                                                                                                |                                                                   |
|                                                        |                                                                        | | SORMANI ANDREANI VERRI 9 Giustina *1879 †1966 Vitaliano Crivelli, IX marchese di Agliate |                                                                                                |                                                                                                |                                                                   |
|                                                        |                                                                        | |                                                                                          |                                                                                                |                                                                                                |                                                                   |
|                                                        |                                                                        | |                                                                                          |                                                                                                |                                                                                                |                                                                   |
|                                                        |                                                                        | | CRIVELLI 10 Beatrice *1909 †1994 Francesco Binelli Russi                                 |                                                                                                |                                                                                                |                                                                   |

### La villa oggi

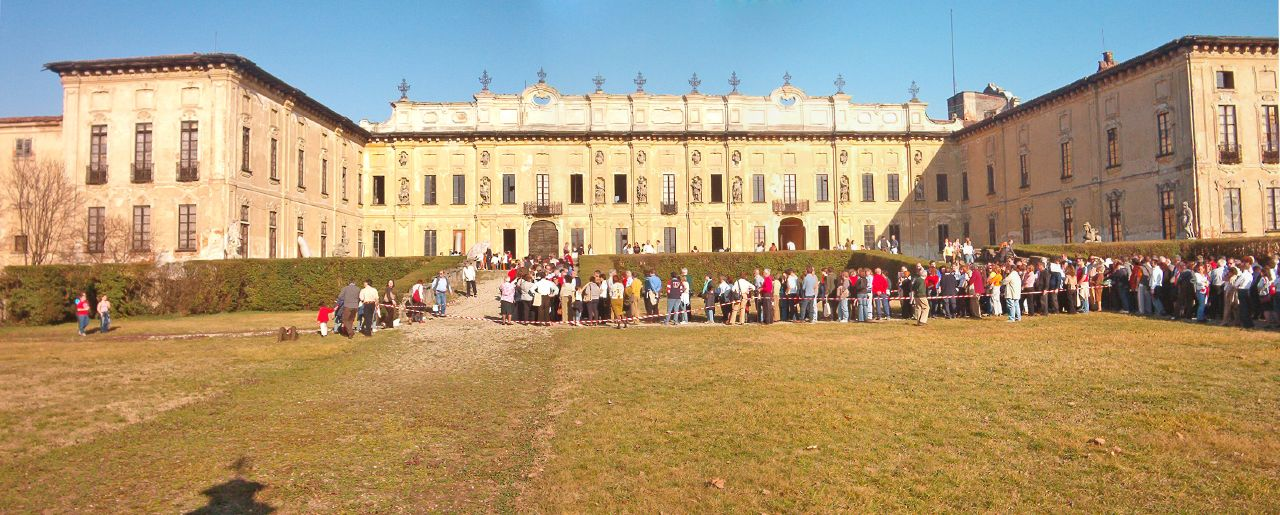
Le giornate di "porte aperte" del FAI del 19 e 20 marzo 2005 hanno riscosso un grande successo di pubblico. Circa 7500 sono stati i visitatori, provenienti da varie regioni italiane e dall'estero.

Villa Arconati ha sofferto un lungo periodo di abbandono che le ha richiesto in seguito urgenti restauri e fino a pochi anni fa era chiusa del tutto al pubblico. Nel 2004 Villa Arconati ha ricevuto il maggior numero di segnalazioni nella seconda edizione de I luoghi del cuore - Censimento dei luoghi di natura da non dimenticare, promosso dal Fondo per l'Ambiente Italiano. L'evento ha portato a due giornate di "porte aperte" nel 2005, un'occasione in cui il pubblico ha potuto visitare molte sale della Villa, oltre ai giardini.
Nel 2003 fu presentato e discusso un progetto integrato di restauro della Villa e di realizzazione di immobili residenziali di lusso nelle aree all'esterno del suo parco. Il progetto prevedeva la costruzione di fabbricati a forma di corte e un campo da golf. L'utilità del progetto stava nel destinare il ricavato al restauro della Villa e al riordino dei boschi circostanti il parco della Villa, creando anche un indotto di discreta importanza. Il progetto ad ogni modo non fu approvato dall'amministrazione comunale.
Attualmente è sede della Fondazione Augusto Rancilio, impegnata, oltre che nella promozione di attività culturali e didattiche, in un importante progetto di restauro e riconversione culturale. 
Dal 2015 la Villa è aperta al pubblico ogni domenica da aprile a dicembre. Alcuni ambienti, inoltre, vengono utilizzati per ricevimenti e manifestazioni private.
La Villa, che è apparsa nel corso degli anni in diversi film italiani, è stata anche set per le riprese della telenovela Felicità... dove sei e più di recente la location di due stagioni del talent televisivo Bake Off Italia - Dolci in forno condotto da Benedetta Parodi.
Dal 1989 è sede di un Festival musicale al quale hanno partecipato nel tempo numerose personalità della scena musicale internazionale.
Numerosi sono stati i video musicali girati nella Villa: Ragazza d'argento di Michele Zarrillo (1997), Senza giacca e cravatta di Nino D'Angelo (1999), Ritornerò da te di Giovanni Caccamo (2015), Non sei come me di Achille Lauro (2017), Torna a casa dei Måneskin (2018), Netflix di Lazza (2019), Twilight degli Oneus (2019), Stringimi più forte di Giordana Angi (2019), Ladro di fiori di Blanco (2020), Musica (e il resto scompare) di Elettra Lamborghini (2020), Her Kiss di Sananda Maitreya (2021) e Crisalidi di Mr. Rain (2022).
Nel gennaio 2015 nella legnaia della villa divampò un incendio, senza arrecare danno alla villa.
Nel 2017 la villa è rientrata tra i 10 finalisti del concorso dedicato ai parchi più belli d'Italia.

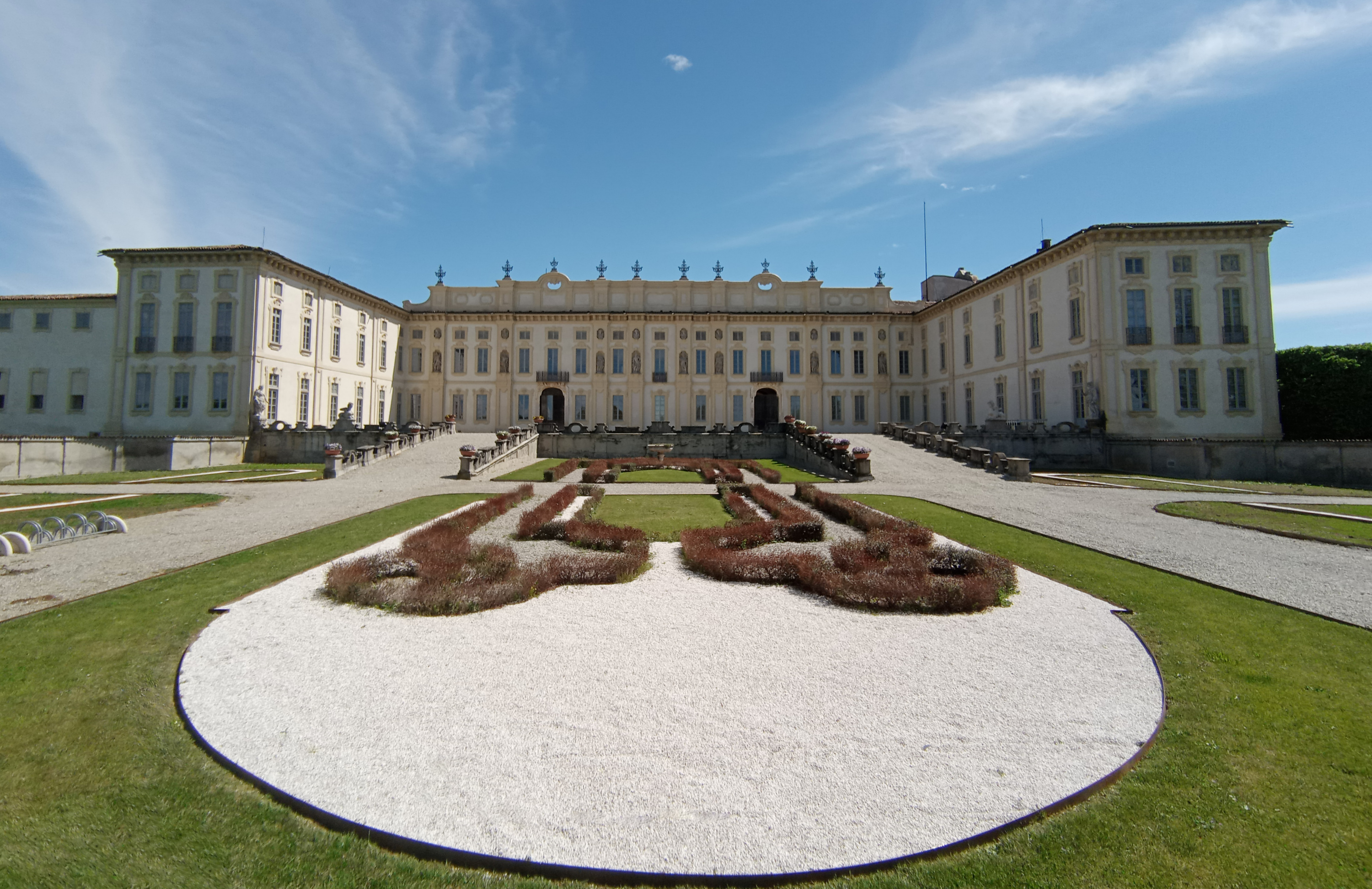
Villa Arconati - facciata Ovest

## I giardini

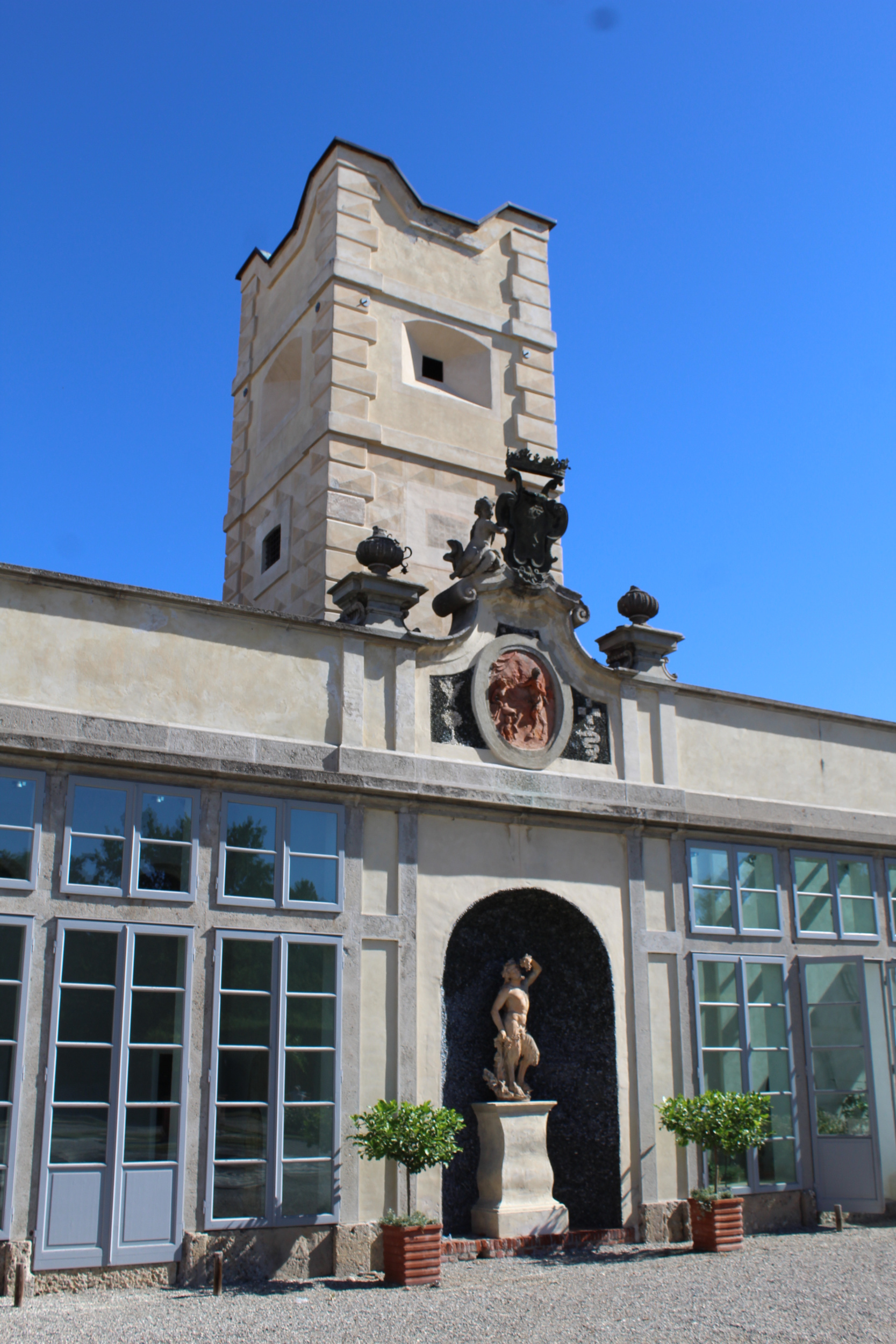
La Torre dell'Acqua permetteva il funzionamento delle fontane nel giardino, fornendo all'acqua la pendenza e la pressione necessarie per poter zampillare nelle fonti

Il grandioso giardino di villa Arconati venne progettato già dal conte Galeazzo, ma venne compiuto solo successivamente dai suoi eredi. Lo spazio riservato a giardino del palazzo, all'interno di una vastissima tenuta agricola di 1000 ettari di terreno, comprende oggi come un tempo un totale di 12 ettari di prati, giardini, aiuole, aree boschive e percorsi verdi.
Indubbiamente uno dei modelli di giardino utilizzati da Galeazzo Arconati per il progetto del suo nuovo palazzo fu quello della vicina Villa Visconti Borromeo Arese Litta di Lainate il quale, costruito a fine Cinquecento, era costituito non solo da un ricco giardino ma dai numerosissimi giochi d'acqua che si evolveranno nel corso del Seicento in veri e propri teatri artistici per stupire i visitatori. Il giardino predisposto dall'Arconati era innanzitutto, come ben si adatta allo stile cinquecentesco, un giardino contraddistinto dall'eterogeneità dei materiali utilizzati ed in particolare delle differenti "pietre da fabbrica" per la realizzazione delle nicchie, delle statue e dei teatri monumentali del parco, oltre ovviamente alla gran quantità di alberi come carpini, faggi, castagni e alberi da frutto come peri, limoni e cedri per la definizione dei viali e dei berceaux. Oltre a questi vi erano una serie di elementi funzionali come un laghetto, una orangerie, una voliera e dei "teatri", ovvero statue o gruppi scultorei messi in risalto da quinte in muratura o vegetali.
Nel corso del Settecento, il giardino venne arricchito con una serie di parterres alla francese a sud e ad est dell'edificio, elementi che richiamavano più o meno esplicitamente i grandiosi esempi visti nei palazzi delle corti d'Europa, prima tra tutte quella di Versailles e che appaiono rarissimi in Italia, presentando quindi anche un elevato valore architettonico. La struttura dei giardini è molto formale, con tre assi prospettici principali da cui si dipartono assi diagonali minori. Il progetto sembra sia stato affidato a tale Giovanni Gianda, il quale aveva già lavorato ad alcuni progetti di giardini per gli Arconati.
Lo spettacolo delle fontane del giardino del palazzo di Bollate era fornito dalla "noria", una ruota idraulica che prendeva acqua dalla falda sottostante il terreno, azionata da un argano mosso a sua volta da un cavallo, secondo un sistema in uso anche per i mulini. L'acqua veniva così elevata all'interno del cosiddetto "gioco maestro", ovvero una torre ancora oggi presente in fondo al cortile, posta nella posizione più favorevole per servire attraverso delle tubazioni di cotto o di piombo il funzionamento di tutte le altre fontane, fornendo la pressione ideale per l'uscita dagli ugelli.

### La fontana di Andromeda (o di Opi)
La prima delle fontane servite era quella di Andromeda (detta anche "di Opi"), dove in realtà la figura della celebre eroina greca non è più presente, mentre al suo posto si trova la figura di una sirena dai cui seni zampilla l'acqua, un tentativo di raffigurazione della dea romana Opi, dispensatrice di abbondanza. L'episodio di Andromeda salvata da Perseo era invece raffigurato in affresco sull'alta parete retrostante la fontana, raffigurato in una delle incisioni di Marcantonio Dal Re ed oggi sostituito dalla pittura muraria raffigurante racemi floreali, finte architetture e conchiglie, realizzata nella prima metà dell’Ottocento durante i lavori di restauro e riordino del Marchese Antonio Busca.
La decorazione ottocentesca è stata riscoperta nel corso dei lavori di restauro della primavera 2019, che hanno permesso anche il rifunzionamento dei giochi d’acqua del teatro.

### La fontana di Diana

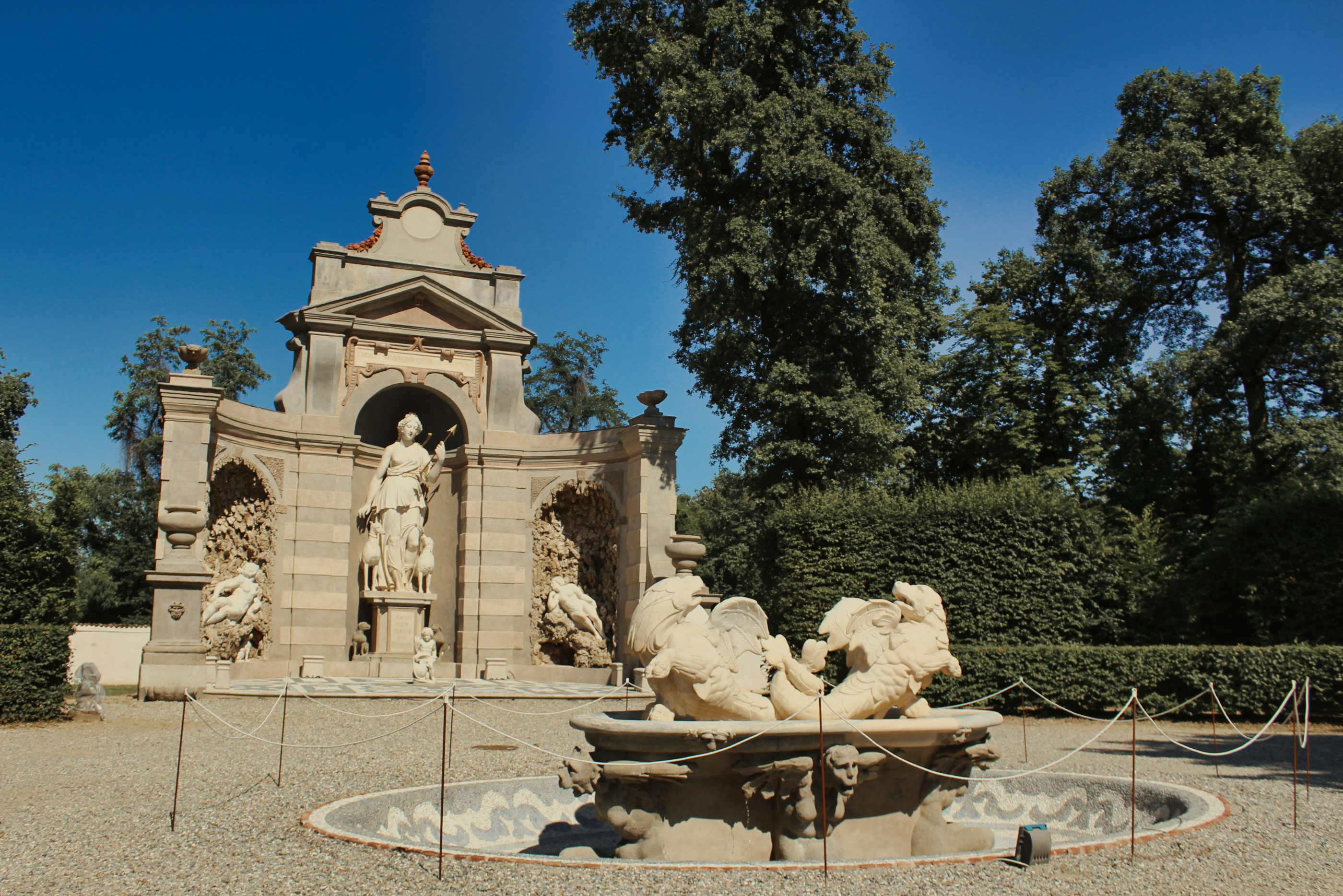
Il Teatro di Diana con la Fontana dei Tritoni, Villa Arconati

Una delle fontane più grandi dell'intero complesso di Villa Arconati era indubbiamente quella di Diana, la più complessa per giochi d'acqua tanto che recava sulla parte retrostante la propria "noria", la quale funzionava grazie ad un apposito mulino e permetteva di realizzare giochi d'acqua a pavimento per bagnare gli ospiti, proprio come nel caso di Villa Litta a Lainate. La scelta della figura di Diana è sicuramente collegabile al passatempo prediletto dell’aristocrazia, la caccia, di cui lei era divinità tutelare.

### La fontana delle Quattro Stagioni e la Scalinata dei Draghi

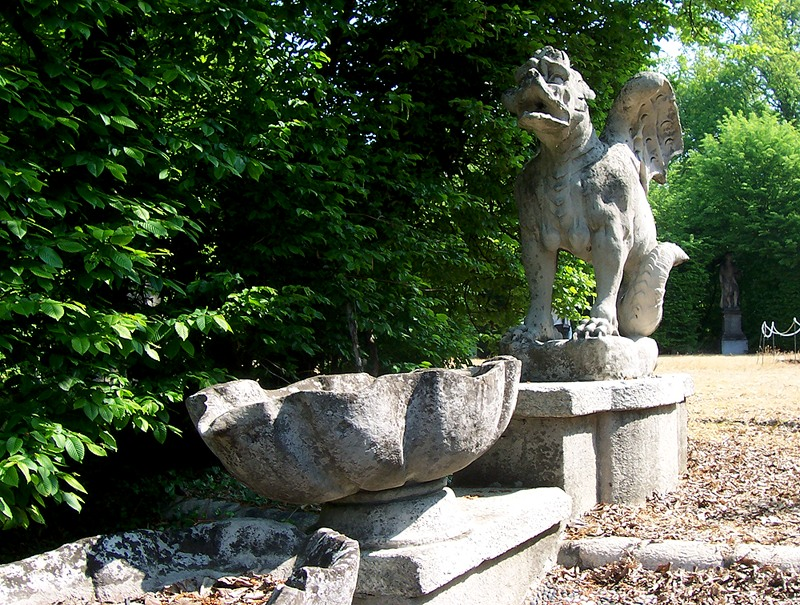
Uno dei draghi che fiancheggiano l'omonima scalinata

Contraddistinta da una ampia vasca in ceppo sovrastata da una coppia di delfini in marmo con le code intrecciate, la fontana è contraddistinta da siepi di carpino e dalla presenza delle statue delle quattro stagioni e di 4 statue dedicate ai sensi (ad eccezione della Vista) con le rispettive “virtù moderatrici” all'interno di nicchie naturali. Nel dettaglio del giardino descritto da Marcantonio Dal Re, essa è definita anche "Teatro Grande". Ad essa si giungeva attraverso una scalinata detta "dei Draghi", fiancheggiata da due statue di mostri alati in forma di drago dalla bocca dei quali fuoriusciva acqua corrente che ricadeva in una serie di vasche in linea in pendenza. Gli scalini sono decorati in rizzata con sassi bianchi e neri.

### Il casino di caccia
All'estremità del giardino si trovava il casino di caccia, un elemento indispensabile a grandi parchi cintati come quello di villa Arconati, destinato a brevi soste durante il periodo di caccia nel parco. Questa struttura si trovava già a Castellazzo al tempo di Galeazzo Arconati ed era costituita da un casamento a due piani con diverse sale affrescate, un piccolo oratorio, cantine per lo stoccaggio dei cibi.
Il casino di caccia è l’unico elemento architettonico non più presente all’interno del parco della Villa, e risultava già essere scomparso negli anni ‘20 dell’Ottocento.

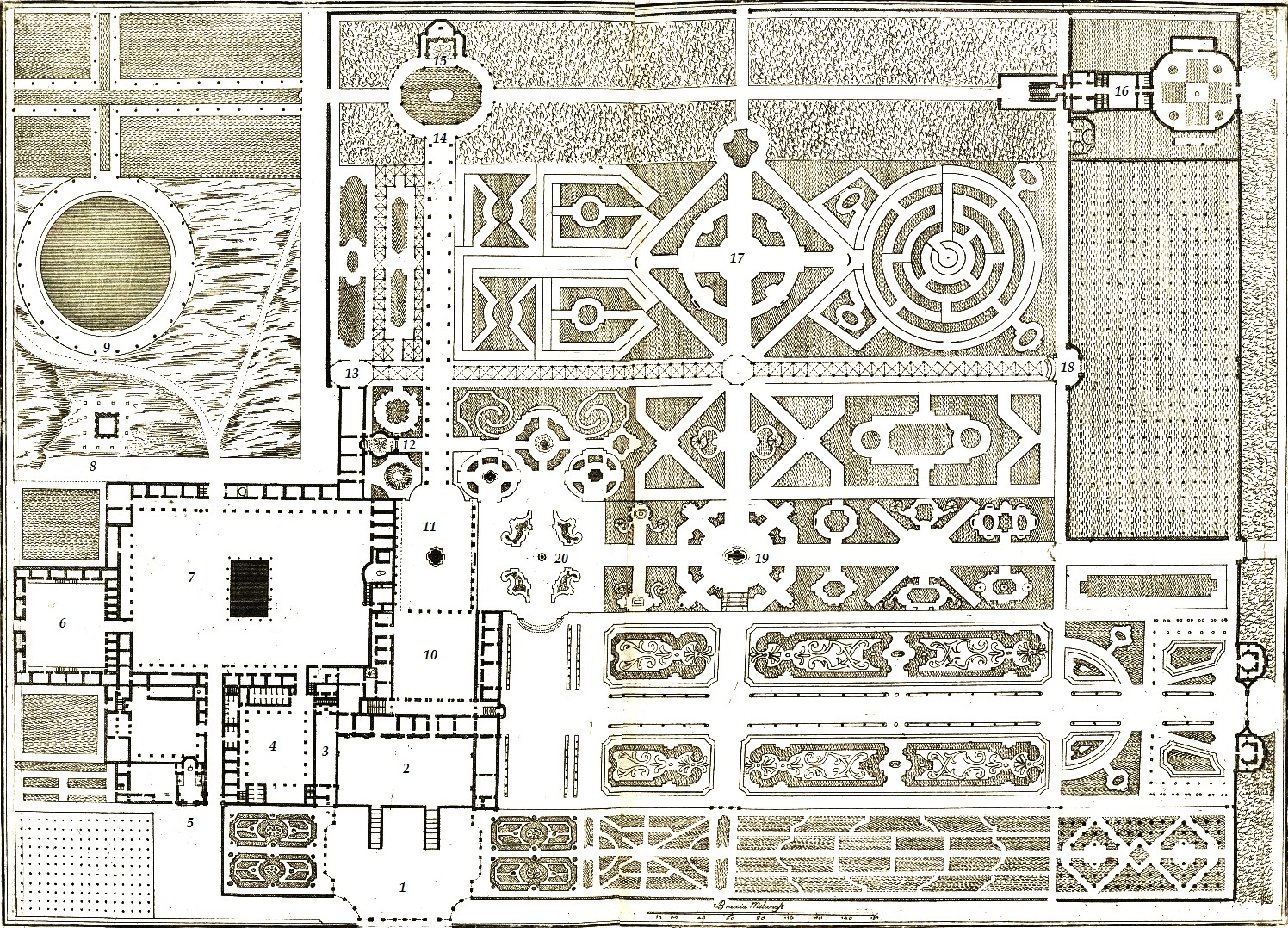
Il complesso di Villa Arconati da un'incisione di Marcantonio Dal Re:
1.Corte d'onore
2.Piazza dei Rastrelli con due scalinate
3.Galleria delle statue
4.Cortile delle scuderie
5.Chiesa
6.Castellazzino
7.Corte grande rustica
8.Fornace
9.Stagno d'acqua ad uso della fornace
10.Corte nobile
11.Fontana del Delfino
12.Teatro di Andromeda
13.Grotta di Nettuno
14.Fontana dei Draghi
15.Teatro di Diana
16.Casino di caccia
17.Labirinto
18.Serraglio dei Cervi
19.Teatro Grande
20.Teatro d'Ercole

## Opere d'arte
(Giovanni Battista Bidelli, Historia dell'origine, vita et fatti de i Rè Longobardi, scritta da Paolo Diacono della Chiesa d'Aquileja, Milano, 1631)

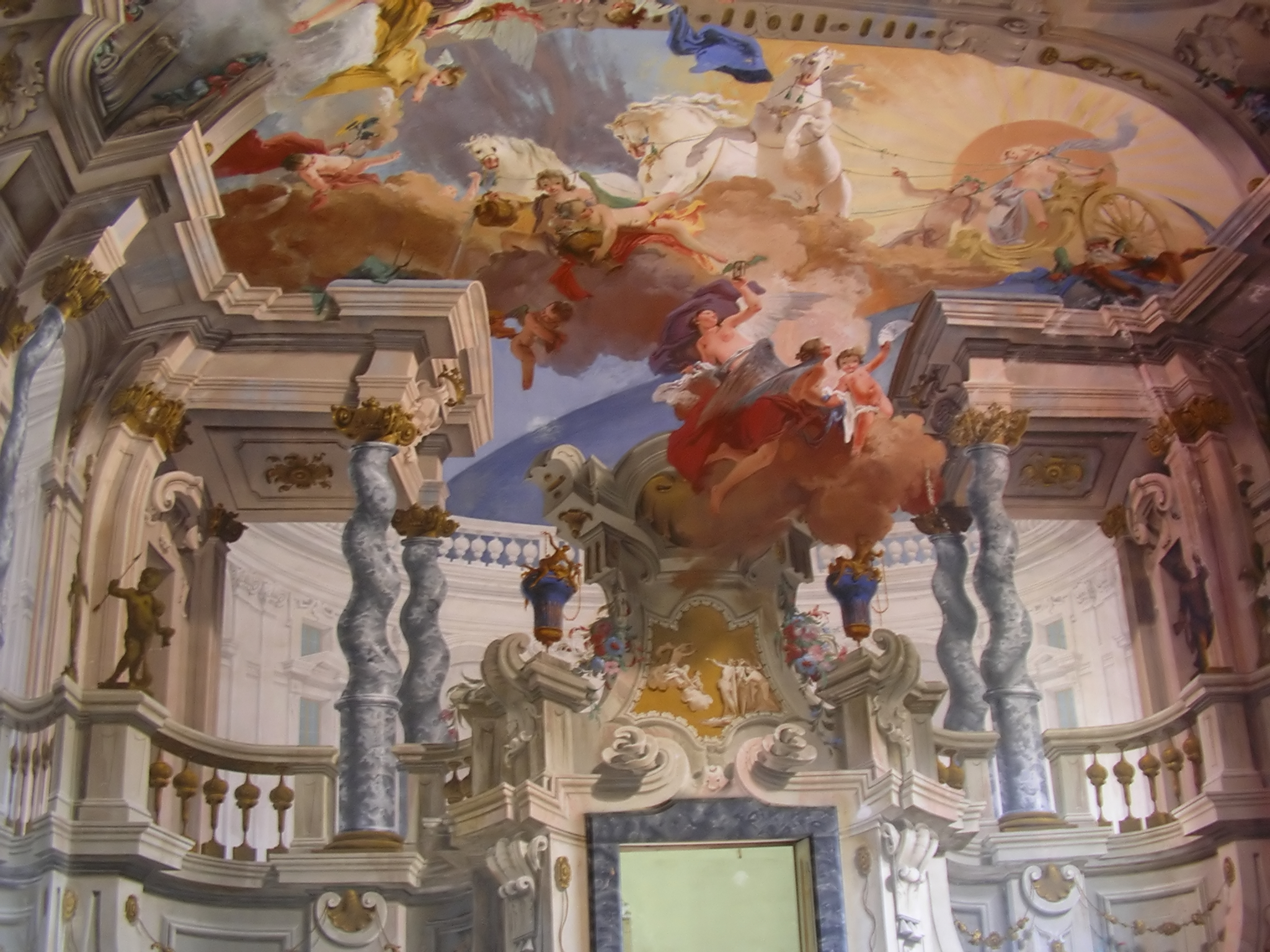
Il Carro del Sole, affresco nel salone delle feste eseguito alla metà del Settecento dai fratelli Galliari.

Per la sua importanza nel territorio del milanese, il Castellazzo ebbe una grande storia e si trovò a ospitare una grande quantità di opere d'arte, libri, manoscritti, spartiti, mobili d'arte, grazie innanzitutto al genio di Galeazzo Arconati che volle fare di questo luogo un'area di diletto dove proporre le proprie collezioni ai suoi ospiti.
Fra gli oggetti più celebri che sono stati conservati nella villa ricordiamo il Codice Atlantico di Leonardo da Vinci (donato da Galeazzo Arconati nel 1637 alla Biblioteca Ambrosiana, dove si trova tuttora) e i bassorilievi del Monumento funebre a Gaston de Foix, scolpiti da Agostino Busti detto il Bambaja (forse discepolo dello stesso Leonardo), ora ai Musei Civici del Castello Sforzesco di Milano. Dai resoconti degli ospiti nella propria casa, sappiamo che nella villa erano custoditi numerosi busti di imperatori romani e una statua di Venere (collocata presso il camerino della figlia di Galeazzo). L'Arconati istituì anche una gipsoteca con calchi di famosi capolavori antichi acquistati dagli eredi di Leone Leoni come il Gladiatore Borghese, il Laocoonte, l'Ercole-Commodo, un satiro danzante ed una Venere. Oltre a questi, Galeazzo ottenne anche 38 calchi delle decorazioni a fregio della Colonna Traiana, ricavati dalle matrici realizzate dal Primaticcio per il re di Francia, Francesco I, per il suo castello di Fontainebleau.
Gran parte di questo patrimonio è andato disperso o è stato ceduto. Rimangono alcuni capolavori, tra cui la grande statua marmorea del "Pompeo Arconati", alta (senza il basamento aggiunto nel XVII secolo), circa tre metri, alcune opere su tela di Carlo Cane e di Lorenzo Comendich e gli affreschi nel salone delle feste: Il carro del Sole, La caduta di Fetonte e l'Allegoria del Tempo. Questi dipinti di scene mitologiche, incorniciate da grandiose architetture trompe-l'œil, sono l'opera di maggior prestigio dei fratelli Galliari, pittori e scenografi del Teatro alla Scala di Milano. Acora presenti nella villa sono i monocromi di Francesco Podesti: Gesù deriso e incoronato di spine, Madonna con Gesù Bambino, San Giuseppe e Sant’Anna, una scena tratta da La strage degli innocenti e una scena tratta dal Giuramento degli Anconetani.